# Niwen
Niwen (även känt som Einigs Alichji) är ett 2 769,2 meter högt berg i de Bernska alperna med utsikt över Rhône i Valais.